# 兵庫橋
兵庫橋（ひょうごはし）は東京都世田谷区玉川の野川にかかる橋。二子玉川駅方向と兵庫島公園を結ぶ。

## 概要
野川が多摩川に合流する地点近くにあり、多摩川河川敷の上流側と下流側を結ぶ。上流側は兵庫島公園の入口であり、下流側は二子玉川駅方向の道路に接している。
多摩川河川敷と同じ高さにあるため、多摩川増水時にはこの橋は水没する。そのため、増水時には通行禁止となる。また、橋の欄干は増水時に備え取り外しできるようになっている。
現在の橋は、3代目という。初代は木造橋、2代目はつり橋であったらしい。

## 隣の橋
（上流）－新吉沢橋－新二子橋－兵庫橋－二子橋－東急田園都市線多摩川橋梁（東急田園都市線・大井町線ホーム）－多摩川に合流（下流）